# یادگیری در معلولیت‌ها
یادگیری در معلولیت‌ها (به انگلیسی: Learning Disability Practice) نام مجله‌ای است که به زبان انگلیسی و در زمینه پرستاری به وسیلهٔ انتشارات کالج سلطنتی پرستاری (RCN Publishing) منتشر می‌شود. این ماهنامه منتشرکننده مقاله‌های پرستاری بالینی است.